# Puente de Almansor
El Puente de Almansor, también conocido como Puente Ferroviario de Almansor o Puente del Almansor, es una antigua infraestructura ferroviaria del Ramal de Montemor, sobre el Río Almansor, junto a Montemor-o-Novo, en el Distrito de Évora, en Portugal.

## Características
Esta estructura, con 106 metros de extensión, cruza el Río Almansor y la EN1071. Se encuentra retirado del servicio.

## Historia
El tramo en el cual este puente se insertaba fue inaugurado el 2 de septiembre de 1909 y cerrado a la explotación en 1988.